# 20/20 (The-Beach-Boys-Album)
 20/20  ist ein Musikalbum der US-Band The Beach Boys. Das Album 20/20 schaffte es in den US-Billboard-Charts auf Platz #68. In den UK-Charts stieß es auf Platz #3 vor.

## Entstehung
Die Beach Boys hatten sich 1968 entschlossen, den auslaufenden Vertrag mit ihrem Musiklabel Capitol Records nicht zu verlängern. Das letzte Album, das sie Capitol noch schuldig waren, nannten sie 20/20 in Andeutung daran, dass es das 20. Album für Capitol und damit das 20. der Beach Boys insgesamt war, zählt man alle Hit-Sammlungen mit. Die Aufnahmen fanden von Juni bis November 1968 statt.
Nach den schlechten Verkäufen vom Vorgängeralbum Friends hatte sich Brian Wilson zu einer Pause entschlossen. Da die Beach Boys musikalisch überleben mussten, entschieden sie sich, erstmal ohne ihn weiterzumachen. Brian Wilson verschwand jedoch nie gänzlich von der Bildfläche. Er schrieb weiterhin Songs, arbeitete aber an späteren Alben kaum noch mit.
20/20 ist eine Mischung aus alten Singles, Fragmenten aus den Smile-Sessions und neu eingespieltem Material.
Das Album war nicht die letzte Veröffentlichung für Capitol. Um ihren Vertrag vollständig zu erfüllen, nahmen sie noch die Single Breakaway mit der B-Seite Celebrate the News auf. Beide Lieder wurden dem 2001 erschienenen Rerelease Friends / 20/20 beigefügt.

## Titelliste
In Klammern der jeweilige Produzent.
1. Do It Again (Brian Wilson/Mike Love) (US #20[5], UK #1[4]) – 2:25
2. I Can Hear Music (Jeff Barry/Ellie Greenwich/Phil Spector) (US #24[5], UK #10[4]) – 2:36
3. Bluebirds over the Mountain (Ersel Hickey) (US #61[5], UK #33[4]) (BJ, CW)
4. Be with Me (Dennis Wilson) – 2:51
5. All I Want to Do (Dennis Wilson/Steve Kalinich) – 3:08
6. The Nearest Faraway Place (Bruce Johnston) – 2:39
7. Cotton Fields (The Cotton Song) (Huddie Ledbetter) (UK #5[4],NL #1) (BW, AJ) – 2:21
8. I Went to Sleep (Brian Wilson/Carl Wilson) – 1:36
9. Time to Get Alone (Brian Wilson) – 2:40
10. Never Learn Not to Love (Dennis Wilson) – 2:31
11. Our Prayer (Brian Wilson) – 1:07
12. Cabinessence (Brian Wilson/Van Dyke Parks) – 3:34

### Songinfos
Der „Nostalgie-Song“ Do It Again war in den USA der letzte Top-20-Hit der Beach Boys in den 1960er Jahren. Zeitgleich belegte er in England und Australien Rang 1. Gerade in Europa war die Band dieser Tage sehr populär.
Neben drei Coverversionen, gab Bruce Johnston sein Songschreiber- und Produzenten-Debüt für die Beach Boys. Er schrieb und produzierte das Instrumentalstück The Nearest Faraway Place. Die Streicher wurden von dem damals noch recht unbekannten Van McCoy arrangiert. Zudem produzierte Johnston zusammen mit Carl Wilson den Titel Bluebirds Over the Mountains, eine Coverversion von Ersel Hickey. Diesen Titel wollte Johnston eigentlich als Solo-Single veröffentlichen, erst durch das Einschreiten von Mike Love wurde es ein Beach-Boys-Stück.
Dennis Wilson steuerte drei Songs bei. Der Song Never Learn Not to Love, unter dem als Urheber „Dennis Wilson“ angegeben ist, stammt zum größten Teil aus der Feder von Charles Manson und hieß ursprünglich Cease to Exist. Dieser war 1968 mit Wilson befreundet und wohnte einige Zeit bei ihm. Dennis änderte allerdings sehr viel an Musik und Text, was Manson sehr erzürnte. Auch der Titel Be with me soll mit Charles Manson entstanden sein. Manson wollte allerdings in den Credits nicht erwähnt werden.
Im Abspann zum Lied All I want to do hört man, wie Dennis Wilson den Geschlechtsakt mit einer Prostituierten vollzieht. Stephen Kalinich schrieb für dieses Lied den Text, wollte aber in den offiziellen Credits nicht genannt werden, als er das fertige Stück hörte.
I Can Hear Music ist ein Song von Phil Spector, den dieser für die Ronettes geschrieben hatte. Carl Wilson trat hier zum ersten Mal als Produzent auf. Das Lied erreichte in den Billboard-Charts Platz #24 und war damit der vorerst letzte Top-40-Hit der Beach Boys.
Mit Our Prayer und Cabinessence veröffentlichten die Beach Boys zwei Songs aus den Smile-Sessions. Our Prayer sollte eigentlich das Smile-Album eröffnen. Es handelt sich um ein A-cappella-Lied, welches allerdings keinen Text besitzt. 1968 wurde der Gesang dieses, schon 1966 aufgenommenen, Liedes overdubbt. Cabinessence wurde mit Hilfe von Van Dyke Parks geschrieben.
Der Titel Time to Get Alone, welcher von Brian Wilson stammt, war ursprünglich für die Band The Redwoods (später: Three Dog Night) geplant. Die Beach Boys hatten diese Version bereits für das Friends-Album eingespielt. Auch dieses war von Carl produziert worden.
Der Song Cotton Fields wurde 1969 aufgenommen und von Brian Wilson produziert. Das Lied stammt von Leadbelly. 1970 produzierte Alan Jardine eine neue Version dieses Songs und veröffentlichte diese als Single. Das Ergebnis war ein Platz #1 in den Niederlanden und ein Top-5-Hit in Großbritannien, Spanien, Südafrika, Australien und Japan. In den USA floppte die Single.
Lange Zeit hielten sich die Gerüchte, dass Ersel Hickey ein Pseudonym für Paul McCartney wäre.